# Duomyia scutellaris
Duomyia scutellaris är en tvåvingeart som först beskrevs av Macquart 1851.  Duomyia scutellaris ingår i släktet Duomyia och familjen bredmunsflugor. Inga underarter finns listade i Catalogue of Life.